# El violí d'Auschwitz
El violí d'Auschwitz és una novel·la de la filòloga i escriptora catalana Maria Àngels Anglada, escrita l'any 1994 i amb més de 100.000 exemplars venuts en català. La novel·la narra el patiment del poble jueu als camps de concentració alemanys, personificat en Daniel, un lutier jueu de Cracòvia que treballa al camp com a fuster. Sauckel, el comandant del camp, s'assabenta del veritable ofici d'en Daniel i condiciona la seva vida a la construcció d'un violí de so perfecte. La construcció de l'instrument es constitueix en el fil que lliga en Daniel amb la vida en una situació contra rellotge en la que s'enfronta la dignitat d'un ésser humà a la barbàrie del feixisme.

## Argument més extens[calcitació]
El llibre El violí d'Auschwitz de Maria Àngels Anglada, ens explica la vida d'un violer jueu al camp de concentració nazi d'Auschwitz, i ens parla de les seves condicions precàries de vida, fins que un dia en un dels concerts que celebraven els caps dels diferents camps, i en el que el Daniel, el violer, va assistir, un dels violins sonava malament, i quan els caps ja volien matar el violinista perquè deien que feia sonar malament l'instrument, el Daniel digué que el problema no era el violinista, era que una petita esquerda a la part inferior del violí, fou aleshores quan en Sauckel, comandant del camp, s'adonà que el Daniel era un violer que n'entenia molt de violins i l'obligaren a construir un violí que tingués un so perfecte (com un Stradivarius, digué en Sauckel), però ell no es podia imaginar el càstig que l'esperava si no acomplia bé l'encàrrec que l'havien obligat a fer.
Al cap de molts dies, molt esforç i molt patiment, l'acabà dins del termini de temps màxim que tenia per construir-lo, que val a dir que ell desconeixia. Només el coneixien el metge del camp i en Sauckel que com si es tractés d'una simple juguesca, s'apostaren una caixa de vins de Borgonya. Si en Daniel se'n surt, guanya Sauckel i en el cas contrari, guanya el metge i conseqüentment, en Daniel perdrà la vida.
Quan el tingué acabat, es va celebrar un concert per veure si l'instrument complia els requisits, en el que el violinista i el violoncel·lista, van actuar de meravella interpretant la Follia d'Arcangelo Corelli. La gent del públic els va llençar unes quantes monedes com a premi per l'actuació que estaven fent. Un dels espectadors era una policia de la Wermacht, el violinista digué que li sonava i que potser era un músic famós, però quan tothom havia acabat de llançar monedes, la noia, els donà un bitllet que quan van obrir-lo per a veure de quant era, van poder apreciar que hi havia una nota a dins que deia: [p.111, Et trauré d'aquí]
Quan després d'un seguit de coses que encara succeeixen dins del camp de refugiats, el violinista és alliberat, en un concert, interpreten la mateixa peça que interpretà ell al camp d'Auschwitz, i al violinista el so li sonava molt. En acabar el concert, la Regina (una de les integrants del Trio de Mitilene li va dir: [p.125, Miri's el violí, oi que el reconeix? Sóc la Regina la filla del Daniel] el violinista i ella es van posar a parlar del Daniel i ella li comentà que havia sobreviscut a l'internament, però que havia mort feia ja uns quants anys. La Regina li regala el violí al violinista que fou company d'en Daniel a Auschwitz.
Aquesta és una història corprenedora que posa de manifest la dignitat i la capacitat de resistència d'una persona davant l'adversitat més terrible com era viure en les condicions infrahumanes en què es vivia en els camps de concentració dels nazis.

## Tema[calcitació]
En aquest llibre es mostra com eren les condicions de vida en un camp de concentració nazi i com havien de viure les persones que no eren àries; sense la necessitat de les imatges es pot veure que es vivia en unes condicions precàries i infrahumanes, en les que no només eren maltractats, sinó que també passaven gana i no cal recordar que eren allí per obligació i que a la mínima que fessin alguna cosa que a algun vigilant no li semblés bé, els matarien.

## Temps intern i temps extern[calcitació]
El temps extern és en l'època de la Segona Guerra Mundial, des del 1939 al 1945, que és quan Hitler era dictador d'Alemanya, i quan es produí l'Holocaust.
Pel que fa al temps intern, tota la història del Violí d'Auschwitz es pot calcular que succeeix en el període d'aproximadament un any, que és suficient per veure les condicions i els tractaments infrahumans en els quals es trobaven les víctimes del moviment nazi.